# Sony Entertainment
Sony Entertainment, Inc. — американська розважальна компанія, заснована в 2012 році. Вона зосереджена на більшості компаній Sony у сфері кіно, телебачення та музики. Це дочірня компанія японської Sony Group Corporation, керована американською дочірньою компанієюSony Corporation of America.

## Історія
30 березня 2012 року Майкл Лінтон, співголова та генеральний директор Sony Pictures Entertainment (SPE), був призначений генеральним директором Sony Corporation of America для нагляду за всіма глобальними розважальними компаніями Sony, а Ніколь Селігман, виконавчий віце-президент і генеральний радник Корпорації Sony була призначена президентом 9 квітня 2013 року Лінтон продовжив контракт з компанією.
18 лютого 2016 року Селігман пішов у відставку після 15 років роботи в Sony і залишився в компанії до кінця березня.
13 січня 2017 року Лінтон оголосив, що йде у відставку з поста генерального директора Sony Entertainment, а також голови та генерального директора Sony Pictures Entertainment, щоб стати головою Snap Inc.. Пізніше його замінив Ентоні Вінчікерра 1 червня 2017 року після того, як він був призначений головою/генеральним директором SPE.
У грудні 2016 року кілька інформаційних агентств повідомили, що Sony розглядає реструктуризацію своєї діяльності в США, об’єднавши свій телевізійний і кінобізнес Sony Pictures Entertainment з ігровим бізнесом Sony Interactive Entertainment. Згідно з повідомленнями, така реструктуризація дозволила б Sony Pictures підпорядкувати генеральному директору Sony Interactive Ендрю Хаусу, хоча Хаус не взяв би на повсякденну діяльність кіностудії. Згідно з одним звітом, Sony мала прийняти остаточне рішення щодо можливості злиття телевізійного, кіно- та ігрового бізнесу до кінця свого фінансового року в березні наступного (2017) року. Однак, судячи з діяльності Sony у 2017 році, чутки про злиття так і не відбулися.
17 липня 2019 року Sony оголосила, що об’єднає Sony Music Entertainment і Sony/ATV Music Publishing, щоб утворити Sony Music Group. Злиття було завершено 1 серпня 2019 року.
10 лютого 2021 року Sony/ATV Music Publishing було перейменовано назад на Sony Music Publishing.

## компанії

### Sony Pictures Entertainment
- Sony Pictures Motion Picture Group (фільми)
  - Columbia Pictures
  - TriStar Pictures
  - TriStar Productions
  - Sony Pictures Classics
  - Screen Gems
  - Sony Pictures Animation
  - Sony Pictures Imageworks
  - 3000 Pictures
  - Sony Pictures Releasing
  - Sony Pictures Worldwide Acquisitions
    - Destination Films
    - Stage 5 Films
    - Affirm Films

  - Sony Pictures Home Entertainment
    - Sony Wonder
    - Genius Brands (частка)

- Crunchyroll, LLC (аніме; спільно з Aniplex компанії Sony Music Entertainment Japan)
  - Crunchyroll Manga (UK) Ltd.
  - Crunchyroll (Австралія) Pty. Ltd.
  - Crunchyroll EMEA
    - Crunchyroll SAS
    - Crunchyroll SA
    - А. В. Візіонен
    - Kazé
    - Anime Digital Network

  - Crunchyroll Films
  - Crunchyroll Studios
  - Crunchyroll Games, LLC

- Sony Pictures Television (телебачення)
  - Sony Pictures Television Studios
  - Califon Productions, Inc.
  - Jeopardy Productions, Inc.
  - 2waytraffic
  - CPT Holdings, Inc.
  - TriStar Television
  - Affirm Television
  - Gamestone Studios
  - Embassy Row
  - Starling Productions
  - Хуасо
  - Lean-M Producers Center
  - Teleset (50%)
  - Fable Pictures
  - Floresta
  - Left Bank Pictures (більшість акцій)
  - Electric Ray
  - Stellify Media
  - Playmaker Media
  - Silvergate Media
  - Eleventh Hour Films.
  - Bad Wolf (переважна частка акцій)

### Sony Music Group
- Sony Music Entertainment
  - Columbia Records
  - Epic Records
  - RCA Records
  - Arista Records
  - The Orchard

- Музичне видавництво Sony
  - EMI Music Publishing
  - APM Music
  - Extreme Music
  - Hickory Records
  - KPM Music